# Audrius Knašas
Audrius Knašas (* 16. Oktober 1998 in Klaipėda) ist ein litauischer Volleyball- und Beachvolleyballspieler, der sowohl in der Halle als auch im Sand die litauische Meisterschaft gewann.

## Karriere Halle
In den ersten drei Spielzeiten seiner Hallenkarriere stand Audrius Knašas ab 2015 im Kader von Raseiniai-Norvelita. Resultate dieser Zusammenarbeit waren drei dritte Plätze in der Meisterschaft und zwei Finalteilnahmen im Pokal in Litauen. In der folgenden Saison und 2021 wurde der Außenangreifer mit Amber Volley ebenfalls in seinem Heimatland Meister und Pokalsieger. Diesen Erfolg konnte er im folgenden Jahr mit Union Volleyball Waldviertel in Österreich wiederholen. Zusätzlich wurde der Verein aus Niederösterreich Sechster in der Mitteleuropäischen Volleyball-Liga.

## Karriere Beach
Ein vierter Rang bei der U18-EM mit Aurimas Mazūras 2015 in Riga sowie die Bronzemedaillen bei den europäischen Wettkämpfen der unter Zweiundzwanzigjährigen mit Patrikas Stankevičius 2018 in Jūrmala waren die besten Resultate des aus Klaipeda stammenden Athleten im Jugend- und Juniorenbereich. Ab der folgenden Saison bildeten Knašas und Stankevičius ein ständiges Duo. Den ersten Sieg errangen sie im Juni in Alūksne, weitere Goldmedaillen wurden ihnen bei den litauischen Meisterschaften 2020, 2022 und 2023 überreicht. Beim Challenge-Turnier in Agadir kämpften sie sich durch die Qualifikation und erreichten im Hauptbewerb mit einem weiteren Sieg den 17. Rang. Die folgenden zwei Future-Events beendeten sie auf dem ersten Platz. Der sportlich wertvollste Erfolg bis zu diesem Zeitpunkt gelang ihnen beim anschließenden Elite16-Turnier in Paris, als sie durch zwei gewonnene Spiele in der Vorausscheidung in den Hauptwettbewerb gelangten und so zu den besten sechzehn Teams gehörten. Auf der World Beach Pro Tour 2023 hatten Knašas/Stankevičius zahlreiche Top-Ten-Platzierungen, darunter ein dritter Platz beim Challenge-Turnier im philippinischen Nuvali.